# Karel Doorman

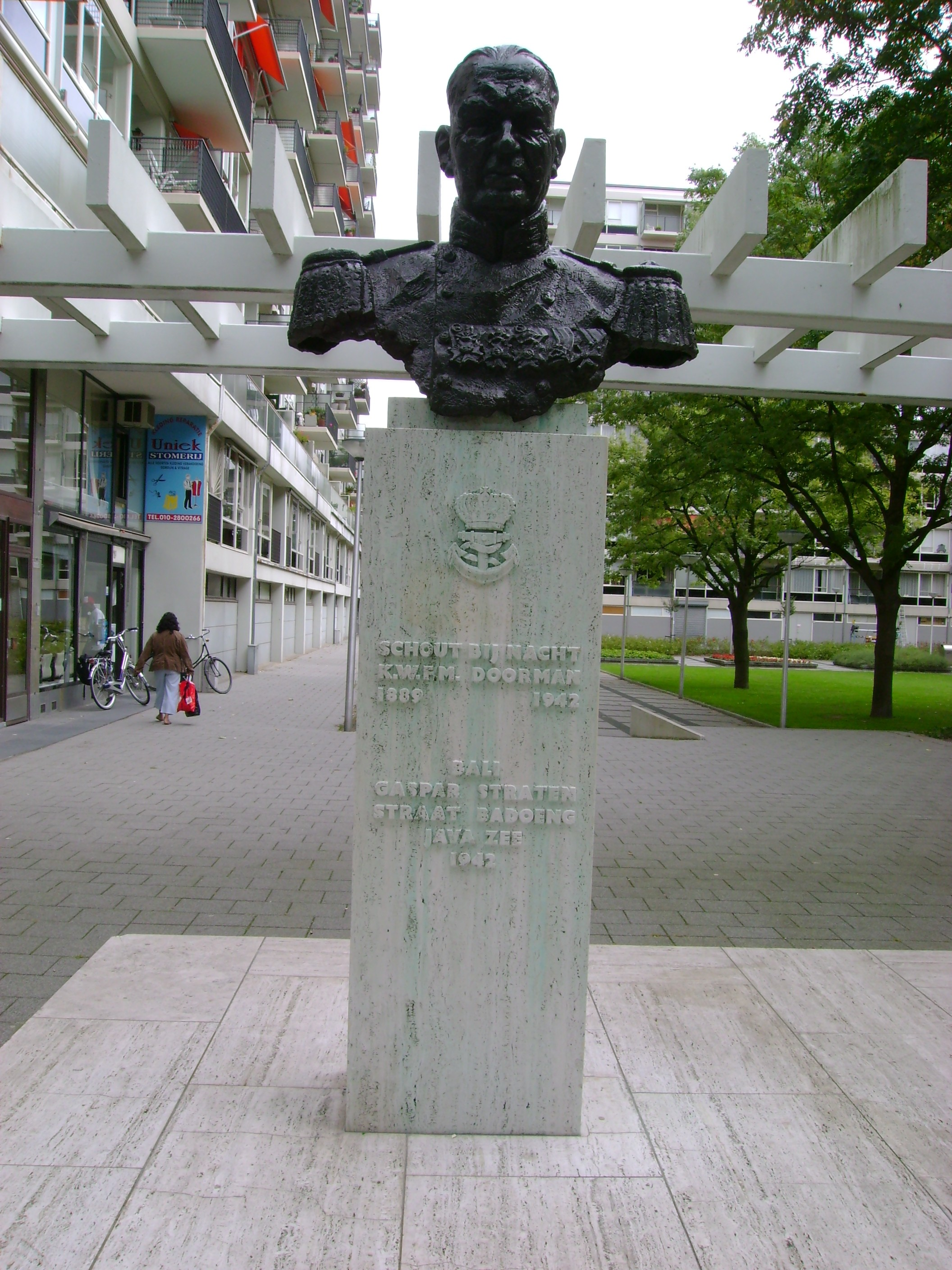
Popiersie Karela Doormana w Rotterdamie

Karel Willem Frederik Marie Doorman (ur. 23 kwietnia 1889 w Utrechcie, zm. 28 lutego 1942 na Morzu Jawajskim) – holenderski kontradmirał.

## Życiorys
Stopień oficerski otrzymał 24 sierpnia 1910 r. Do tego czasu służył na różnych okrętach, m.in. na obszarze Dalekiego Wschodu. W sierpniu 1915 r. rozpoczął służbę w dywizjonie lotniczym marynarki wojennej, stacjonującym w Soesterbergu. W 1921 r. dołączył do grona wykładowców wyższej szkoły marynarki w Hadze. W następnych latach służył w departamencie marynarki w Batawii, w sztabie marynarki w Hadze, na pokładzie pancernika obrony wybrzeża "De Zeven Provinciën" oraz na różnych krążownikach i niszczycielach.
Pomiędzy 17 sierpnia 1938 r. a 16 maja 1940 r. służył w dowództwie holenderskich sił morskich w Indiach Wschodnich, w 1940 r. uzyskał awans do stopnia kontradmirała (hol. schout-bij-nacht) i objął dowództwo holenderskiej eskadry na Wschodzie. W lutym 1942 r. został mianowany dowódcą zespołu uderzeniowego (ang. Striking Force) grupy ABDA (skrót od angielskich nazw sprzymierzonych państw), w której skład wchodziły okręty amerykańskie, brytyjskie, holenderskie oraz australijskie i którego zadaniem było przeciwdziałanie japońskiej inwazji na wyspy archipelagu Małe Wyspy Sundajskie. W skład dowodzonych przez niego sił wchodziło kilka krążowników (w tym ciężkie USS "Houston" (CA-30) i HMS "Exeter") oraz niszczycieli, a flagowym okrętem został lekki krążownik "De Ruyter".
Karel Doorman dowodził siłami ABDA niespełna miesiąc. Najpierw poniósł porażkę w bitwie w cieśninie Badung, gdzie przeważające siły alianckie nie zdołały przeszkodzić Japończykom w opanowaniu lotniska na Bali, a następnie klęskę w bitwie na Morzu Jawajskim, w której Zespół Uderzeniowy ABDA przestał istnieć, a sam kontradmirał poniósł śmierć w zatopionym okręcie flagowym.
Nazwisko Doormana nosiły trzy okręty Holenderskiej Marynarki Wojennej:
- Hr.Ms. "Karel Doorman" (QH1) (oryginalnie HMS "Nairana") – pierwszy holenderski lotniskowiec,
- Hr.Ms. "Karel Doorman" (R81) (oryginalnie HMS "Venerable") – lotniskowiec typu Colossus,
- Hr.Ms. "Karel Doorman" (F827) – fregata typu Karel Doorman.

## Odznaczenia
- Krzyż Oficerski Orderu Wojskowego Wilhelma – 21 sierpnia 1941[2]
- Krzyż Kawalerski Orderu Lwa Niderlandzkiego – 5 czerwca 1942[2]
- Krzyż Srebrny Orderu Virtuti Militari nr 9145 –17 października 1942[2]